# Варежан, Адриана
Адриана Варежан (порт. Adriana Varejão, 1964; Рио-де-Жанейро, Бразилия ) — бразильская художница, работающая в различных формах искусства, включая живопись, рисунок, скульптуру, инсталляцию и фотографию. Варежан живёт и работает в Рио-де-Жанейро.

## Темы работ
В работах Адрианы Варежан содержится множество отсылок к последствиям европейского колониализма в Бразилии, другими важными темами её произведений служат история искусства и иллюзии. В её творчестве прослеживается направление на расширение и преобразование культурной идентичности, но в то же время Варежан продолжает использовать свою тему понимания прошлого для понимания настоящего. 
Культурная антропология или процесс поглощения и включения элементов иностранного влияния в родную бразильскую культуру служит источником вдохновения для большой части работы Варежан. Этот процесс прослеживается на протяжении всей истории Бразилии в настоящее время, и дихотомия разнообразия и единства является общей темой для современных бразильских художников. Варежан в своих работах рассматривает эту тему в контексте расы, тела, идентичности и последствий колониализма. 

## Техника
В своих произведениях на темы расы и этнической принадлежности в Бразилии в XXI веке Варежан использует инсталляцию, масляную живопись и рисунок. Она часто начинает работать с холста, затем добавляя к нему такие материалы, как фарфор и керамика. В своей работе под названием «Осьминог» (порт. Polvo), выставленной в галерее Лемана Мопина в 2014 году, Варежан сочетает теорию цвета и касту (социальную теорию, повлиявшую на европейские картины завоевания Бразилии), изучая норму определения расы с позиции цвета кожи. Она представляет собой серию почти идентичных автопортретов с индивидуализированными названиями, которые объясняли единственные различия портретов. Эти названия являются отсылкой к бразильской переписи 1976 года, в ходе которой впервые попросили бразильцев дать свои определения собственного цвета кожи: ответы варьировались от «белоснежного» (порт. branquinha) до «большого чёрного парня» (порт. morenão). 

## Работы
В нескольких скульптурных инсталляциях Варежан, в том числе «Linda da Lapa», «Складки» и «Испорченная вяленая говядина — Новая церковь» (порт. Ruina de Charque — Nova Capela), однородности и целостности структуры противопоставляется разрушение человеком. Во всех этих произведениях представлены стены, покрытые и украшенные азулежу, но заполненные человеческими органами. Таким образом Варежан изображает постколониальную бразильскую социальную структуру, основанную на колониализме, построенном на человеческом разрушении и насилии.
Работа Варежан украшал экстерьер Олимпийского водного стадиона, временного сооружения, в котором проводились соревнования по плаванию в период летних Олимпийских игр 2016 года.